# Oksidativna fosforilacija
Oksidativna fosforilacija (OXPHOS) je metabolički put koji koristi energiju oslobođenu oksidacijom hranljivih materija za proizvođenje adenozin trifosfata (ATP). Mada mnogobrojne forme živih bića na Zemlji koriste mnoštvo različitih hranljivih materija, skoro svi aerobni organizmi izvode oksidativnu fosforilaciju da bi formirali ATP, molekul koji snabdeva energijom metabolizam. Taj put je verovatno zastupljen u tolikoj meri zbog njegove visoke efikasnosti oslobađanja energije, u poređenju sa alternativnim fermentativnim procesima poput anaerobne glikolize.
Tokom oksidativne fosforilacije, elektroni se prenose sa donora elektrona do akceptora elektrona kao što je kiseonik, u redoks reakcijama. Redoks reakcije oslobađaju energiju, koja se koristi za formiranje ATP-a. Kod eukariota, redoks reakcije se izvode posredstvom serije proteinskih kompleksa unutar mitohondrija, dok su u prokariotama, ti proteini locirani u unutrašnjoj membrani ćelije. Te povezane grupe proteina se nazivaju lancima transporta elektrona. Kod eukariota, pet glavnih proteinskih kompleksa uzima učešće, dok je kod prokariota prisutno mnoštvo različitih enzima, koji koriste raznovrsne donore i akceptore elektrona.
Energija oslobođena protokom elektrona kroz lanac transporta elektrona se koristi za transport protona kroz unutrašnju mitohondrijsku membranu, u procesu hemiosmoze. To generiše potencijalnu energiju u obliku pH gradijenta i električnog potencijala kroz membranu. Nju koriste ATP sintaze za formiranje ATP-a iz adenozin difosfata (ADP), reakcijom fosforilacije. Ovu reakciju omogućava protok protona, koji izaziva rotaciju dela enzima; ATP sintaza je rotacioni mehanički motor.
Mada je oksidativna fosforilacija vitalni deo metabolizma, ona proizvodi reaktivne oblike kiseonika kao što su superoksid i vodonik peroksid, što dovodi do propagacije slobodnih radikala, koji oštećuju ćelije, doprinose bolestima, i koji se smatraju jednim od uzroka starenja. Enzimi ovog metaboličkog puta su meta mnogih lekova i otrova koji inhibiraju njihovu aktivnost.

## Pregled energetskog transfera hemiosmozom
Oksidativna fosforilacija se odvija koristeći hemijske reakcije koje oslobađaju energiju, čime se omogućava odvijanje reakcija kojima je potrebna energija. Ova dva skupa reakcija se javljaju u paru. Drugim rečima jedan skup se ne može odvijati bez drugog. Protok elektrona kroz transportni lanac elektrona od donora elektrona, kao što je NADH, do akceptora elektrona, poput kiseonika, je egzotermni proces (oslobađa energiju), dok je ATP sinteza endotermni proces (troši energiju). Lanac transporta elektrona i ATP sintaza su smešteni u membrani, i energija se prenosi sa lanca transporta elektron na ATP sintazu kretanjem protona kroz membranu, u procesu hemiosmoze. Ovaj sistem je sličan jednostavnom električnom kolu, pri čemu protoni idu sa negativne N-strane membrane do pozitivne P-strane putem enzima lanca transporta elektrona koji deluju kao protonske pumpe. Ti enzimi su slični bateriji, jer vrše rad kojim se prenosi struja kroz kolo. Kretanje protona formira elektrohemijski gradijent kroz membranu, koji se često naziva protonska pokretačka sila. Ovaj gradijent ima dve komponente: razlika koncentracije protona (H+ gradijent) i razliku električnog potencijala, pri čemu N-strana ima negativno naelektrisanje. Energija se čuva u velikoj meri kao razlika električnog potencijala u mitohondriji, ali i kao pH gradijent u hloroplastima.
ATP sintaza oslobađa tu sačuvanu energiju zatvarajući kolo i omogućavajući protonima da kreću niz elektrohemijski gradijent, nazad do N-strane membrane. Taj enzim je sličan električnom motoru, jer koristi silu kretanja protona za rotiranje dela svoje strukture, što dovodi do ATP sinteze.
Količina energije oslobođena oksidativnom fosforilacijom je velika, u poređenju sa količinom proizvedenom anaerobnom fermentacijom. Glikoliza stvara samo 2 ATP molekula, dok se između 30 u 36 ATP molekula formira oksidativnom fosforilacijom iz 10 NADH i 2 sukcinatna molekula nastalih konvertovanjem jednog molekula glukoze do ugljen dioksida i vode,. Svaki ciklus beta oksidacije masnih kiselina daje 14 ATP molekula. Ovi ATP prinosi su teoretske maksimalne vrednosti. U praksi se deo protona gubi kroz membranu, i time se snižava ATP prinos.

## Literatura
- Nelson DL; Cox MM (2004). Lehninger Principles of Biochemistry (4th изд.). W. H. Freeman.  0-7167-4339-6.
- Schneider ED; Sagan D (2006). Into the Cool: Energy Flow, Thermodynamics and Life (1st изд.). University of Chicago Press.  0-226-73937-6.
- Nick Lane (2006). Power, Sex, Suicide: Mitochondria and the Meaning of Life (1st изд.). Oxford University Press, USA.  0-19-920564-7.
- Nicholls DG; Ferguson SJ (2002). Bioenergetics 3 (1st изд.). Academic Press.  0-12-518121-3.
- Haynie D (2001). Biological Thermodynamics (1st изд.). Cambridge University Press.  0-521-79549-4.
- Rajan SS (2003). Introduction to Bioenergetics (1st изд.). Anmol.  81-261-1364-2.
- Wikstrom M (2005). Biophysical and Structural Aspects of Bioenergetics (1st изд.). Royal Society of Chemistry.  0-85404-346-2.

## Spoljašnje veze
- Animirana dijagrami koji ilustruju oksidativnu fosforilaciju
- ATP sintaza Архивирано на веб-сајту  (24. јул 2020)
- Biofizička predavanja Архивирано на веб-сајту  (2. мај 2009)